# 乔治·沃尔德
乔治·沃尔德（英語：George Wald，1906年11月18日—1997年4月12日），美国科學家，以其研究視網膜色素的作品聞名，1967年與霍尔登·凯弗·哈特兰和拉格纳·格拉尼特共同獲得诺贝尔生理学或医学奖。

## 研究
在獲得博士學位之後成為研究員的乔治·沃尔德發現視網膜是由維生素A組成的。他更進一步的實驗顯示當視紫質（rhodopsin）的色素暴露於光線下時，它會產生视蛋白（opsin）及一種包含維生素A的混合物。這說明維生素A是視網膜不可缺少的元素。
在1920年代沃尔德及他的同仁用化學方式將視網膜的色素抽出來之後他們用紫外分光光度計來量度色素的吸收光度由於色素的吸收光度相當於其細胞（photoreceptor cell）能感覺到最活躍的波長因此這實驗顯示出了眼睛能感覺到的波長的極限可是由於細胞構成了視網膜的大部分因此沃尔德及他的同仁主要還是量度主要的感光色素—視紫質的吸收光度後來沃尔德得以使用一種稱為吸法（microspectrophotometry）的技術直接從細胞量度其吸光度而不用抽取出其色素這讓沃尔德得以斷定視錐細胞中的色素吸收光度。

## 生平
乔治·沃尔德生於紐約市，其父為艾萨克·沃尔德，母為歐內斯廷·罗森曼（Ernestine Rosenmann），他們都是猶太遷民。1922年，沃尔德畢業於紐約市的布碌倫技術高中。1927年，他在紐約大學獲得了他的科學學士學位，並於1932年在哥倫比亞大學獲得動物學的博士学位。畢業後，他得到美國國家研究理事會的旅行許可。沃尔德用此許可到德國與奧托·海因里希·瓦爾堡工作，在那裡，他鑑定了視網膜中的維生素A。之後，沃尔德跟維生素A的發現者保羅·卡雷一起到了蘇黎世及瑞士工作。沃尔德之後在德國海德堡短暫地與奧圖·邁爾霍夫一起工作過，但在1933年阿道夫·希特勒執政時，在歐洲生活的猶太人越顯得危險，於是他離開了歐洲，到了芝加哥大學。1934年，沃尔德到了哈佛大學成了講師，後來更當上了教授。他於1950年獲選加入美國國家科學院，並於1967年憑其對視覺的發現及成就獲諾貝爾生理學或醫學獎。
沃尔德曾對於很多政治及社會事情作出評論，而由於他是諾貝爾獎得主，因此他的國家甚至全世界都很注意他的觀點。他不斷地發表評論反對越南戰爭和核軍備競賽。
1980年伊朗人質危機期間，沃尔德在拉姆齐·克拉克往伊朗的代表團中工作。
1986年，沃尔德及其他一些諾貝爾獎得主被邀前往莫斯科，與米哈伊爾·戈巴契夫商量有關一些環境問題。在那裡，他問了戈巴契夫有關葉連娜·邦納及其夫諾貝爾和平獎得主安德烈·萨哈罗夫被拘留並被放逐到下諾夫哥羅德的問題。沃尔德報告說戈巴契夫當時表示自己並不知道任何關於該事件的資料。在這不久之後的1986年12月，波娜和萨哈罗夫獲釋。
沃尔德逝於麻薩諸塞州劍橋。

## 外部連結
- 诺贝尔获奖传记 （页面存档备份，存于）
- 生物學家約翰·道林的回憶 （页面存档备份，存于）
- 其子以利亞的回憶 （页面存档备份，存于）